# 馬印 (企業)
株式会社馬印（うまじるし、英: UMAJIRUSHI CO., LTD.）は、日本の文具メーカー。本社は名古屋市中川区。

## 概要
創業は1896年（明治29年）。
黒板やホワイトボードなどの教室・会議室用備品のほか、サインボードや案内パネルなどの屋外用掲示品も製造する。
2015年に廃業した羽衣文具が製造していたチョーク「フルタッチ」の技術移転を受け、「DCチョークDX」として販売しているが、2020年5月31日をもって販売を終了する旨が発表された。

## 沿革
- 1896年（明治29年）9月 - 愛知県名古屋市中区池田町において加藤杉太郎が加藤白墨製造所として創立する[6]。商標として馬印を使用し、学校用チョークを製造・販売[6]。
- 1947年（昭和22年）10月 - 戦災により被災した工場を中川区東出町において再建し、チョーク製造を再開する[6]。
- 1973年（昭和48年）6月 - 加藤白墨製造所を改組・名称変更により株式会社馬印とする[6]。
- 1976年（昭和51年）11月 - 愛知県小牧市において黒板製造を行う小牧工場を建設する[6]。
- 1983年（昭和58年）2月 - 本社ビル完成[6]。
- 1984年（昭和59年）9月 - 横浜営業所開設[6]。
- 1995年（平成7年）10月 - 東京営業所を開設し、同時に横浜営業所を吸収する[6]。
- 1996年（平成8年）11月 - 大阪営業所を開設する[6]。

## 事業所
- 本社（愛知県名古屋市中川区）
- 東京営業所（東京都墨田区）
- 大阪営業所（大阪府東大阪市）
- 小牧工場（愛知県小牧市）

## 主な商品

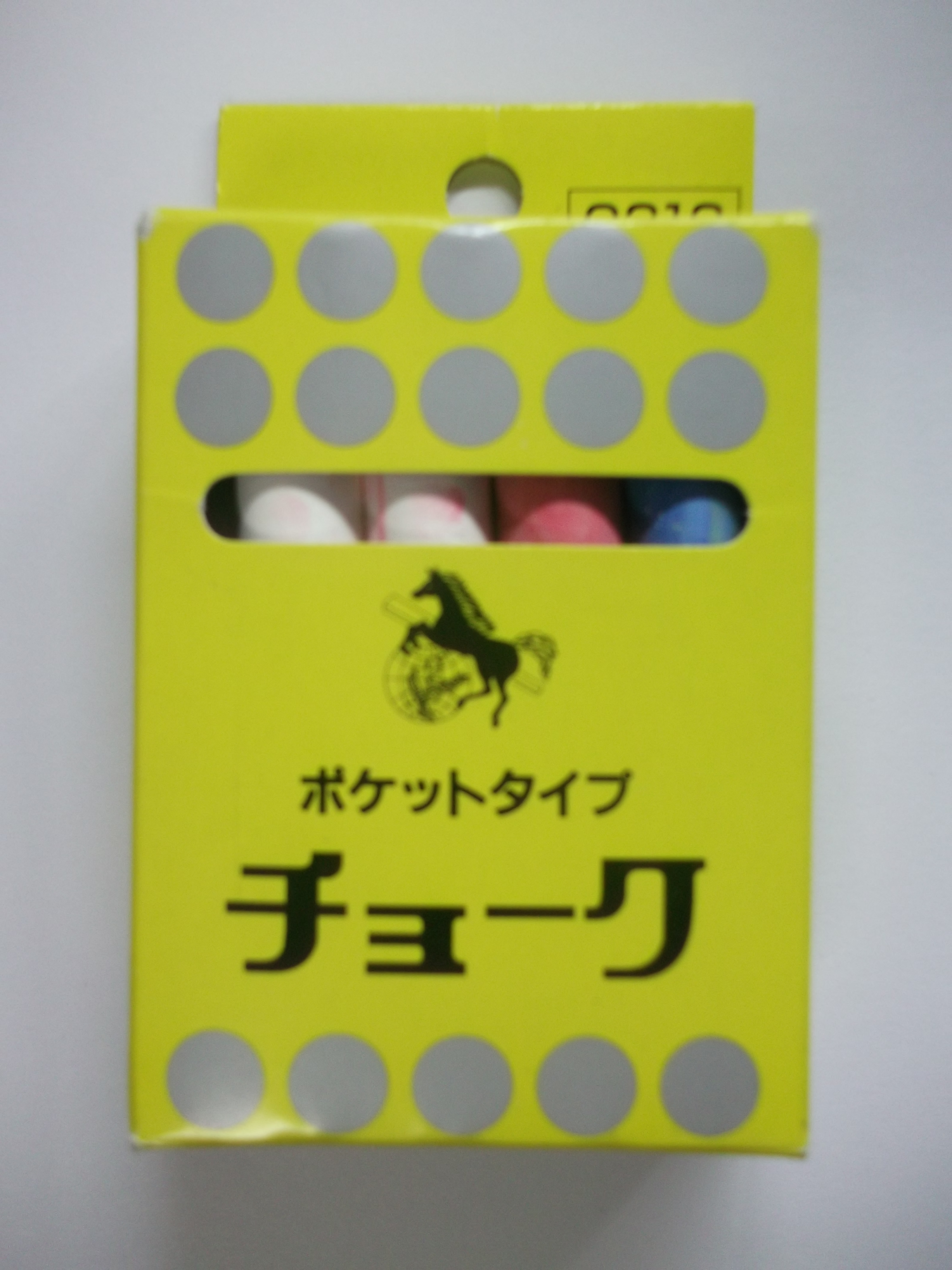
焼き石膏チョークC310

- 黒板・ホワイトボード
- チョーク
- ボードパーティション
- プレゼン用ボード・スクリーン
- サインボード・サインプレート・案内パネル